# Crossopetalum
Crossopetalum P.Browne – rodzaj roślin należący do rodziny dławiszowatych (Celastraceae R. Br.). Obejmuje co najmniej 37 gatunków występujących naturalnie w zachodniej części Indii oraz strefie tropikalnej obu Ameryk.

## Morfologia
PokrójDrzewo lub krzew o nagich pędach.
LiścieNaprzeciwległe bądź naprzemianległe, całobrzegie, ząbkowane bądź kolczasto piłkowane.
KwiatyObupłciowe, posiadają 4 płatków.
OwoceJajowate pestkowce.

## Biologia i ekologia
Występuje na wydmach nadmorskich, tufurach, w buszu oraz lasach sosnowych.

## Systematyka
Pozycja i podział według APWeb (2001...)
Rodzaj należący do rodziny dławiszowatych (Celastraceae R. Br.), rzędu dławiszowców (Celestrales Baskerville), należącego do kladu różowych w obrębie okrytonasiennych.
Wykaz gatunków
| - Crossopetalum aquifolium (Griseb.) Hitchc. - Crossopetalum bredemeyeri (Schult.) Kuntze - Crossopetalum coriaceum Northr. - Crossopetalum cristalense Borhidi - Crossopetalum decussatum (Baill.) Lourteig - Crossopetalum densiflorum Lundell - Crossopetalum ekmanii (Urb.) Alain - Crossopetalum enervium Hammel - Crossopetalum filipes (Sprague) Lundell - Crossopetalum gaumeri (Loes.) Lundell - Crossopetalum gentlei (Lundell) Lundell - Crossopetalum glabrum Lundell - Crossopetalum gomezii Lundell - Crossopetalum ilicifolium (Poir.) Kuntze - Crossopetalum lanceifolium (Lundell) Lundell - Crossopetalum lobatum Lundell - Crossopetalum macrocarpum (Brandegee) Lundell - Crossopetalum managuatillo (Loes.) Lundell - Crossopetalum microphyllum (DC.) Kuntze | - Crossopetalum minimiflorum Lundell - Crossopetalum myrsinodes (Kunth) Kuntze - Crossopetalum orientale Mory - Crossopetalum oxyphyllum (S.F.Blake) Lundell - Crossopetalum panamense Lundell - Crossopetalum parviflorum (Hemsl.) Lundell - Crossopetalum parvifolium L.O.Williams - Crossopetalum pungens (C.Wright) Rothm. - Crossopetalum rhacoma Crantz - Crossopetalum riparium (Lundell) Lundell - Crossopetalum rostratum (Urb.) Rothm. - Crossopetalum scoparium (Hook. & Arn.) Kuntze - Crossopetalum shaferi (Britton & Urb.) Alain - Crossopetalum standleyi (Lundell) Lundell - Crossopetalum subsessile L.O.Williams - Crossopetalum ternifolium (Urb.) Alain - Crossopetalum theodes (Benth.) Kuntze - Crossopetalum uragoga (Jacq.) Kuntze |